# Néma házitücsök
A néma házitücsök (Gryllomorpha dalmatina) a valódi tücskök családjába tartozó, Dél-Európában honos tücsökfaj.

## Megjelenése
A néma házitücsök testhossza a hím esetében 15–18 mm, a nőstény 16–19 mm, ehhez járul még a 12–17 mm-es tojócső. Alapszíne az okkersárgástól a barnásig terjed, sötétebb barna foltokkal. Fején a szemek között két sötétebb folt látható. Torpajzsán négy, nagyjából kereszt alakba rendeződött petty látszik. Háta közepén a fejtől egészen a potrohvégig egy világosabb vonal fut végig. Halvány alapszínű combját nagy, sötét foltok tarkítják. Csápjai kb. háromszor hosszabbak a testénél. A pronotum (tor) általában szőrös. Szárnyai teljesen visszafejlődtek. Potrohfüggelékei mindkét nem esetében hosszúak és nem fogazottak. A nőstény tojócsöve nagyon hosszú (majdnem testhossznyi), vékony, egyenes (vagy kissé lehajló) és a vége lándzsaszerűen ellapul.
Mivel szárnya nincs, nem ciripel. A hímek potrohuk földhöz ütögetésével hívják fel magukra a nőstények figyelmét.

### Hasonló fajok
A házi tücsök, a bordói tücsök és a fekete tücsök hasonlít hozzá, de azok mind rendelkeznek szárnnyal.

## Elterjedése
Dél-Európában (Spanyolországtól Dél-Franciaországon, Olaszországon és a Balkánon át a Fekete-tenger északi partvidékéig) honos. Magyarországon 2019-ben (Gyarmat községben, egy ház fürdőszobájában), Szlovákiában 2023-ban észlelték először.

## Életmódja
Erdőkben kövek, fatörzsek alatt, az avarban található meg. Szívesen behúzódik a házakba és környékükre, ahol kőfalak repedéseiben, pincékben, garázsokban bújik meg. Éjjel aktív, csak teljes sötétben mozog.
Egész évben megfigyelhető, leggyakrabban ősszel, szeptember-november között.

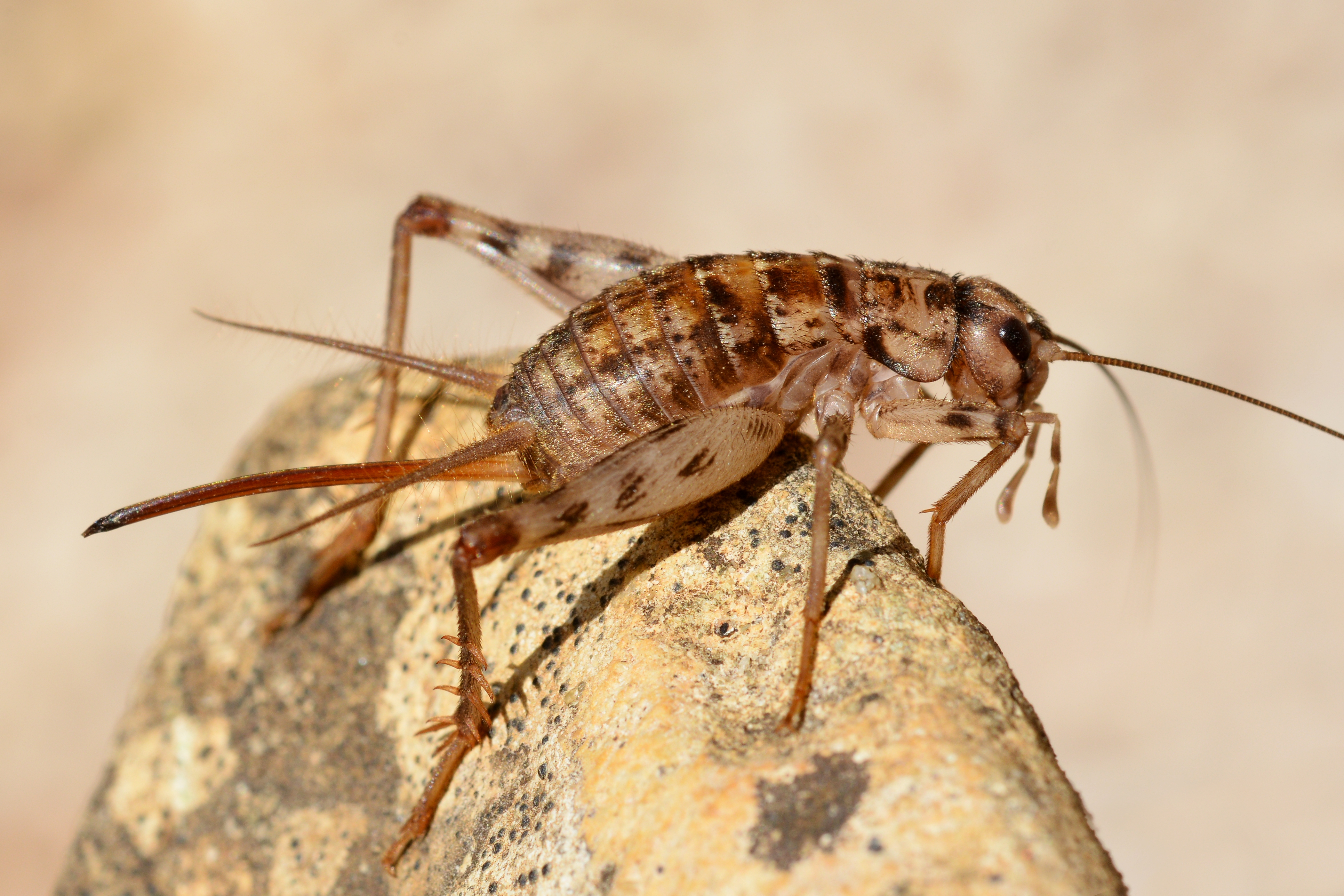
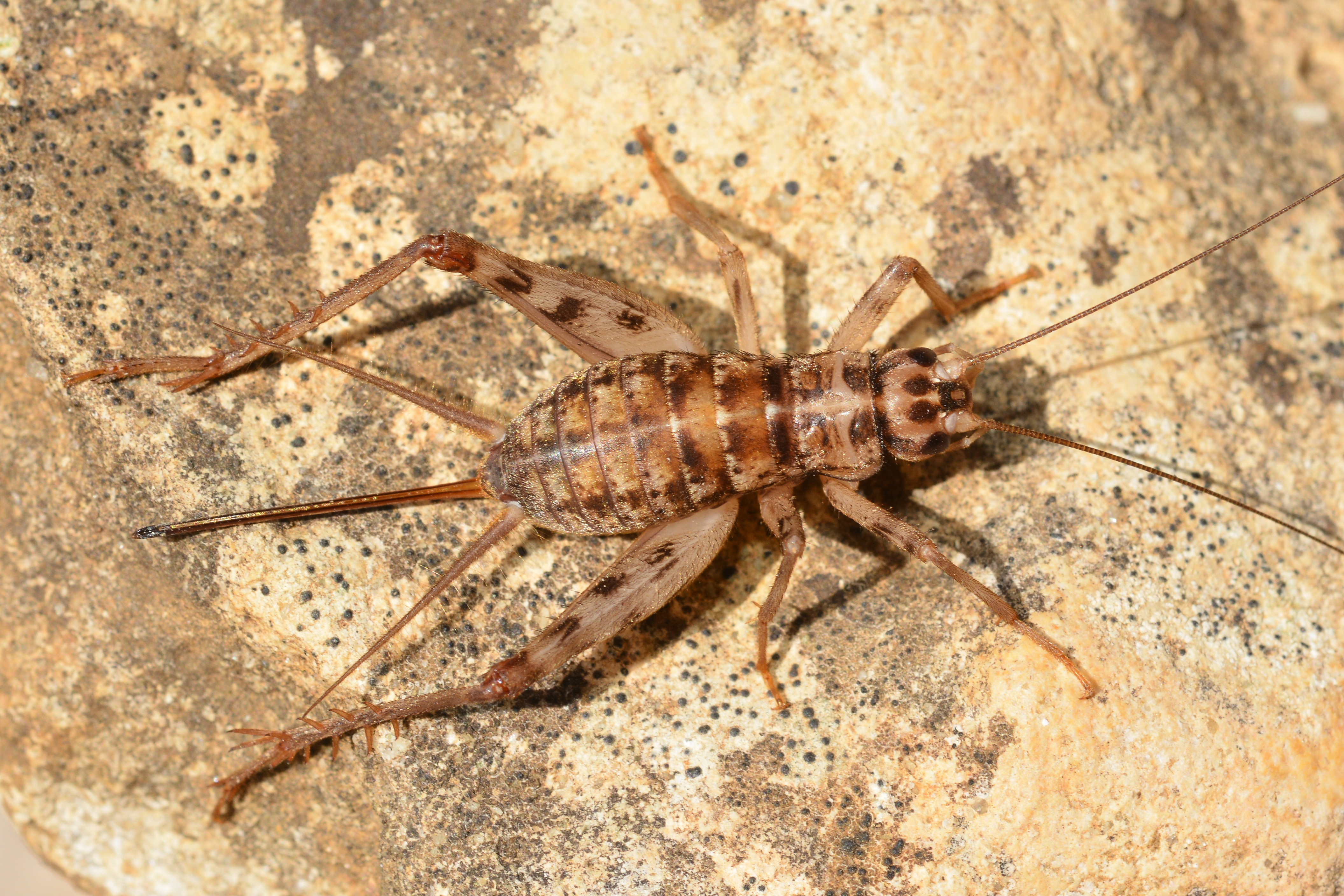
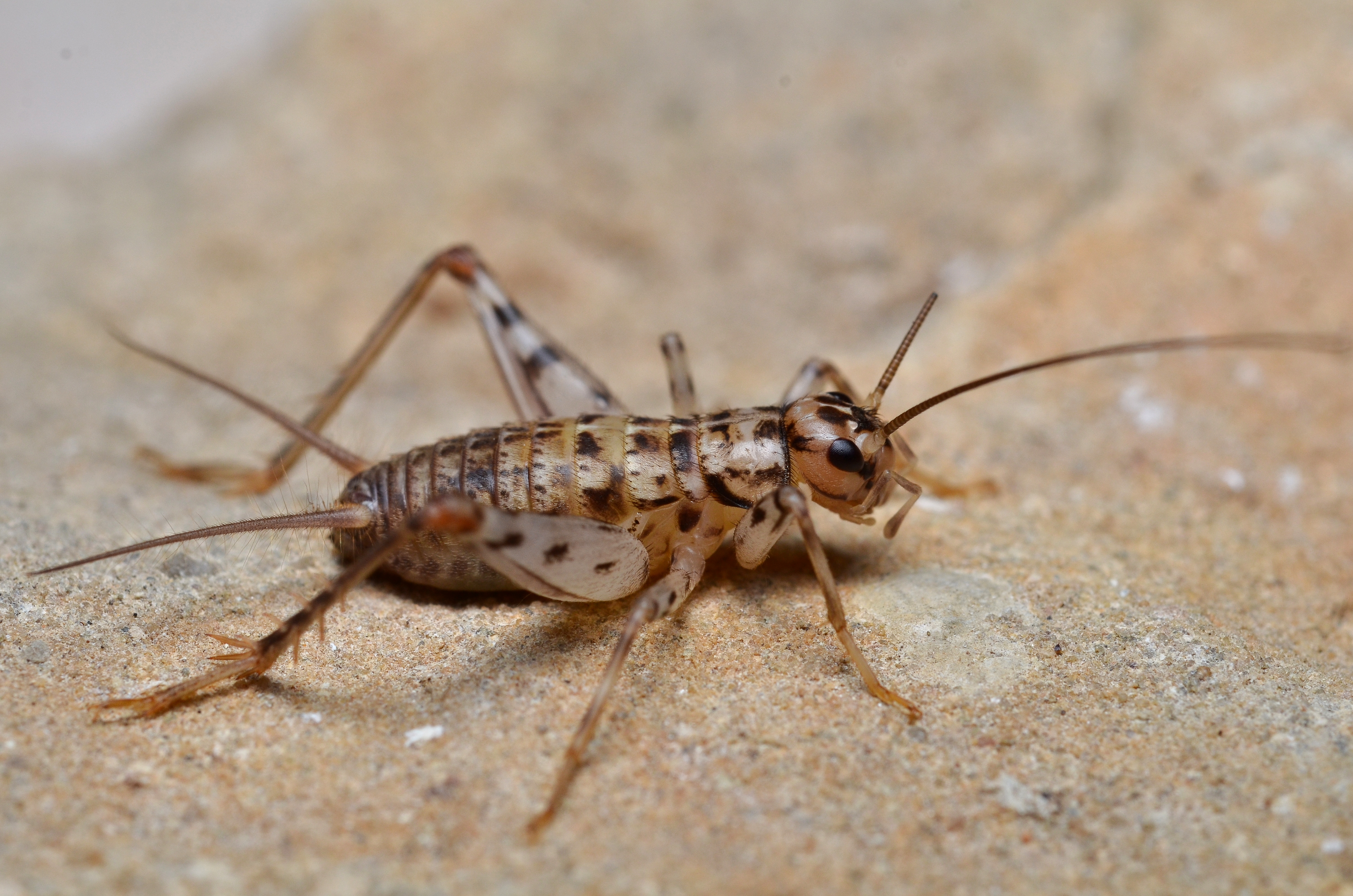
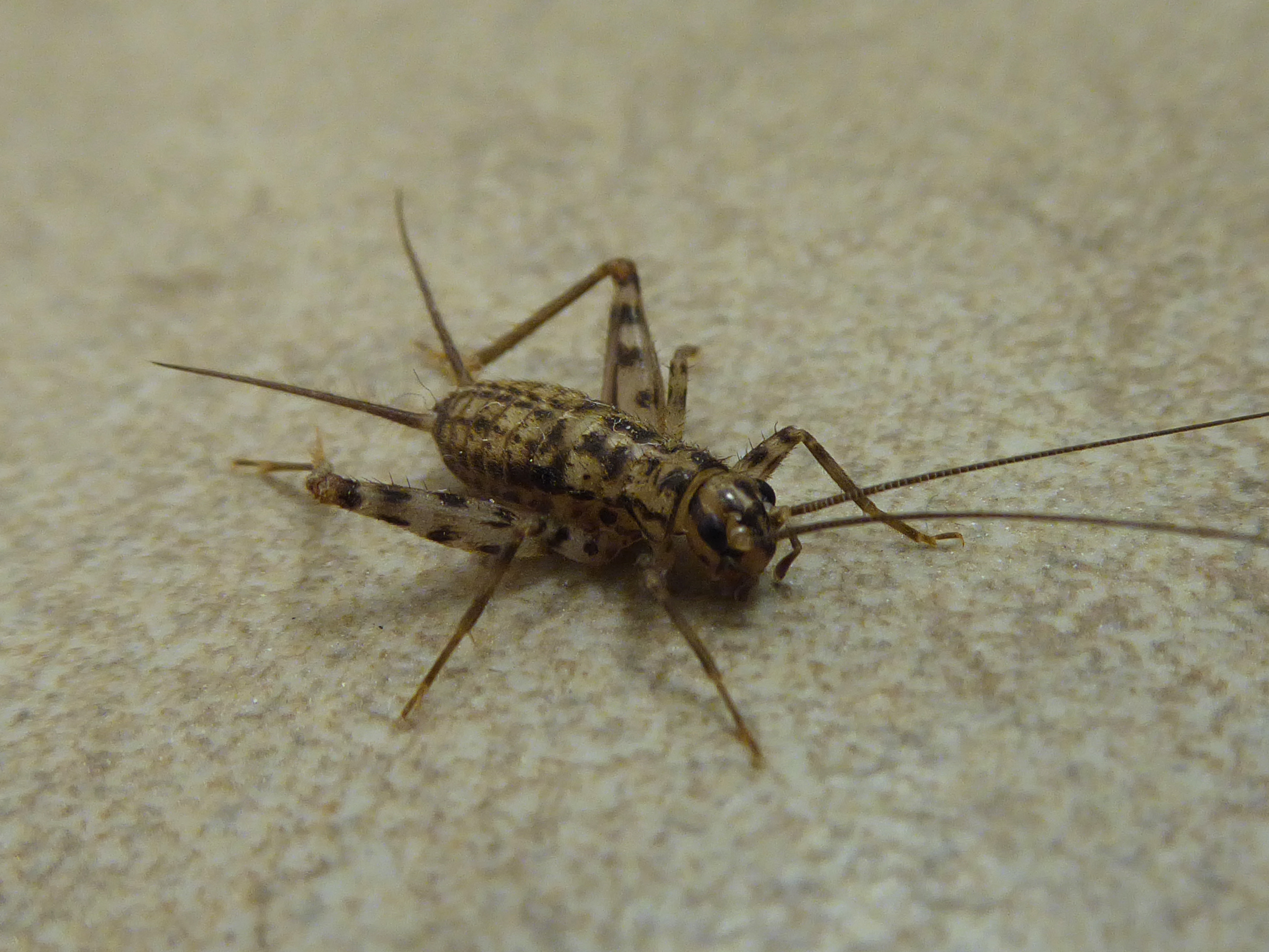

Magyarországon nem védett.